# Alva Nordberg
Alva Nordberg, född Ödling 15 juli 1876 i Gävle, död 9 mars 1948 i Avesta, var en svensk fostermor, omtalad som änglamakerska. Hon försörjde sig genom att ta emot fosterbarn och var under 1900-talets första decennium omskriven för att ha vanvårdat fosterbarn till döds. Genom hennes och andra fattiga kvinnors verksamhet uppmärksammades de svåra villkor som fosterbarn levde under.

## Biografi
Alva Nordberg var dotter till sjömannen Jonas Ödling och Emma Lovisa Ödling, född Holmberg. Familjen flyttade till Stockholm 1890. Då hade 14-åriga Alva, med efternamnet Ödling efter sin fader, precis fått en lillebror och i familjen fanns även en liten fosterflicka. Brodern dog senare samma år drygt ett år gammal och året därpå avled även fadern. Efter faderns död flyttade hon och hennes mamma runt på olika adresser i Stockholm där de uppbar fattigvård, och Alva Nordberg försörjde sig bland annat som piga. Modern tycks även ha fött en utomäktenskaplig son 1893 som snart lämnades till Allmänna barnhuset.
På julafton 1899 gifte sig Alva Nordberg med sjömannen, senare skeppstimmermannen och styrmannen, Gustaf Hjalmar Nordberg. Ett halvår tidigare hade paret eller Alva Nordberg själv – det är oklart – fått en dotter utom äktenskapet: Alva Syrena Josefina. Ett år senare föddes sonen Björn Gustaf Harry som dock dog fem månader gammal, och år 1901 föddes sonen Alvar Gustaf Harald. Vid det laget hade familjen flyttat ut från Stockholm till makens föräldrar på Gräddö. Förutom att arbeta som kokerska på ångbåtar av och till kom Alva Nordberg här att driva en servering för sommargäster. Företaget gick dock med förlust. På grund av skulderna började Alva Nordberg ta emot fosterbarn.

### Fosterbarn
Fosterbarn var ett sätt för fattiga personer att snabbt kunna få ihop lite pengar. Tidningarna kryllade av annonser där mödrar letade efter fosterföräldrar åt sina barn mot viss ersättning. Somliga ville undkomma skammen av att ha fött ett utomäktenskapligt barn, andra behövde ordna barntillsyn i en tid då barnomsorgen var ytterst begränsad. Alva Nordberg svarade på en sådan annons 1902 och tog emot en nyfödd flicka, mot 200 kronor. Enligt överenskommelse skulle flickans far betala ytterligare 400 kronor, men dessvärre inkom inte hela summan. För 225 kronor hade således Alva Nordberg åtagit sig att vårda ett litet barn som sitt eget tills flickan var i stånd att försörja sig själv. Samtidigt som pengarna säkert var ett välbehövligt tillskott i hushållskassan — summan utgjorde knappt en femtedel av en arbetares årslön — så var det lite för 15 års mat, kläder och uppehälle. För att ändå tjäna något på fosterbarnsvården skickade Alva Nordberg flickan vidare till en annan fostermor, som hon i sin tur underlät att betala. Efter en tid tröttnade den nya fostermodern som sände tillbaka flickan. Flickan kom på det här sättet att under sina första två år att lämnas till fem olika fosterhem.
Alva Nordberg hade börjat ta emot fosterbarn samma år som en ny lag — Lag om fosterbarns vård — instiftades. Enligt lagen från 1902 fick man inte ta emot fosterbarn mot betalning utan att anmäla detta till de kommunala myndigheterna, såvida man inte var barnets far- eller morförälder, styvförälder eller laga förmyndare. Fler än två späda fosterbarn fick heller inte visats i samma hem samtidigt. Lagen hade tillkommit efter att det uppmärksammats att dödligheten bland fosterbarn under ett år var dubbelt så hög som för andra barn i samma åldersgrupp. Som förklaring till överdödligheten angav experter den så kallade "fosterbarnsindustrin" – det vill säga att fosterbarnsvård blivit ett försörjningssätt bland fattiga som man menade bedrevs i industriell skala utan hänsyn till barnens liv och hälsa.
Mellan 1902 och 1905 kom Alva Nordberg att ta emot 17 spädbarn mot betalning och många, men inte alla, hade hon underlåtit att rapportera till myndigheterna. Sex av dem skickade hon vidare till andra fostermödrar, antingen för en lägre ersättning eller utan någon alls. Sju av barnen kom att dö i späd ålder i hennes vård. Den nya lagen fick alltså inte avsedd effekt och just fallet Alva Nordberg kommenterades i en skrift som utgavs av Centralförbundet för Socialt Arbete (CSA) som ett exempel på att direkt eller indirekt mördande av utomäktenskapliga barn i dibarnsåldern fortfarande tolererades.
Alva Nordberg greps på öppen gata i Stockholm en sommardag 1905 när hon fraktade ett barnlik i en sockerlåda. Grannar på Gräddö hade tipsat polisen om att Alva Nordberg försökte gömma undan barnlik samt att hon drogade sina fosterbarn med opium. Under domstolsrannsakningarna framkom att fem spädbarn dött under det senaste året efter att ha vistats hos Alva Nordberg bara några dagar. Åklagaren yrkade på mord i fyra fall, mordförsök i två samt bedrägeri i ett fall. Själv menade Alva Nordberg att hennes uppsåt aldrig varit att döda barnen även om hon medgav att hon tagit emot för många barn och skött dem vårdslöst. "Jag behövde pengar till hyreskvartalet och jag tänkte inte så noga på följderna af hvad jag gjorde", ska hon ha sagt under rättegången. Även om uppsåtet inte var att döda så var det förenat med livsfara för små barn att skickas mellan många fosterhem hos de allra fattigaste som accepterade den allra lägsta betalningen, eller ingen betalning alls, att uppfödas på utspädd eller surnad mjölk, att ges dåliga kläder och få ombyten eller att matas med opiumkakor.

### Rättegång och dom
Rättegången, som var ytterst välbevakad i pressen, pågick i flera månader och många vittnen hördes; såväl maken Gustaf Hjalmar Nordberg, som stod medåtalad men som hävdade att han inte haft med hustruns fosterbarnsaffärer att göra, som grannar, inneboende, en tillfälligt anställd tjänarinna samt andra fostermödrar och mödrar till barnen. Rättegången mot Alva Nordberg visar att det så kallade änglamakeriet inte bara var effekten av en enskild persons gärningar utan att det fanns många människor runt omkring som i tysthet lät vanvården fortgå. Änglamakeriet var ett resultat av en rad samverkande omständigheter såsom fattigdom, de utom äktenskapet födda barnens låga status i samhället, brist på barntillsyn och ogifta mödrars dubbla ok av att bära både skammen för, och försörjningen av, sina utomäktenskapliga barn. I slutändan friades maken medan Alva Nordberg i december 1905 dömdes till två och ett halvt års straffarbete för misshandel av ett fosterbarn. Det gick inte att mot hennes nekande döma henne för mord eller mordförsök på flera barn. Gränsdragningen mellan vem som var änglamakerska och vem som bara var en fattig fostermor som likt tusentals andra tog emot barn som inte alltid överlevde, var inte självklar.
Alva Nordberg kom att avtjäna sitt straff på Länsfängelset i Växjö (senare Centralfängelset i Växjö). Hennes egna barn omhändertogs och placerades i fosterhem av Stockholms fattigvårdsnämnds utackorderingsbyrå. Under fängelsevistelsen genomgick makarna Nordberg skilsmässa och efter avtjänat fängelsestraff återvände Alva Nordberg till Stockholm där hon träffade en ny man. De flyttade så småningom till Dalarna och fick där två barn.
Alva Nordberg hemlighöll sitt förflutna för sin nya familj fram till sin död 1948.